# Antonio Marziale
Antonio Marziale (Pittsburgh, 5 de abril de 1997) é um ator norte-americano, mais conhecido por interpretar Elliott no filme original Netflix Alex Strangelove.

## Biografia e carreira
Antonio Marziale nasceu e cresceu em Pittsburgh,  mas sua mãe é canadense, de Toronto, Ontário. Ele estudou na Carnegie Mellon University.
Além de seu papel em Alex Strangelove, Antonio atuou como Daryn Boston em The Memory Remains, na 12ª temporada da amada série de horror de fantasia 'Supernatural', em 2017.
Ele interpreta Isaac Bancroft na popular série distópica da Netflix 'Altered Carbon'.

## Filmografia
| Ano  | Título                                   | Papel          | Notas            |
| ---- | ---------------------------------------- | -------------- | ---------------- |
| 2013 | Robinson                                 | Brian          |                  |
| 2016 | The Gay and Wondrous Life of Caleb Gallo | Benicio        |                  |
| 2017 | Supernatural                             | Daryn Boston   |                  |
| 2018 | Altered Carbon                           | Isaac Bancroft |                  |
| 2018 | Alex Strangelove                         | Elliot         | Elenco principal |